# Pitbull (film 2021)
Pitbull – polski dramat sensacyjny w reżyserii Patryka Vegi, którego premiera odbyła się 11 listopada 2021. Film jest piątą częścią serii Pitbull. Jest to drugi film o takiej samej nazwie. Równoległe z kinowym filmem powstał dla stacji Canal+ pięcioodcinkowy serial, rozszerzający historię ukazaną w produkcji kinowej. Premiera serialu odbyła się 11 marca 2022 w Canal+.

## Fabuła
Kiedy podłożony na stacji paliw ładunek wybuchowy zabija policyjnego sapera, komendant główny policji przydziela do sprawy Gebelsa z wydziału ds. zabójstw. Śledztwo prowadzi go na trop przestępcy ze zbrojnego ramienia grupy Pershinga - konstruktora bomb i porywacza, stojącego za dziesiątkami zamachów w Polsce i ponad setką porwań w całym kraju. Konfrontacja bandyty i psa przeradza się w regularną wojnę. Od tych wydarzeń mijają lata. Znany z serialu syn Gebelsa, Jarek, który jest studentem informatyki na politechnice, wraz z kolegami znajduje ryzykowny sposób na szybki zarobek i przy wykorzystaniu wiedzy zaczyna dokonywać włamań do willi bogatych ludzi. Pech chce, że którejś nocy wybiera niewłaściwy dom, a Gebels staje przed sytuacją bez wyjścia, w której musi wsadzić własne dziecko do więzienia. Może być policjantem, który aresztuje przestępcę. Albo ojcem, który uratuje dziecko.

## Obsada
- Andrzej Grabowski jako Jacek Goc „Gebels”
- Przemysław Bluszcz jako „Nos”
- Tomasz Dedek jako „Pershing”
- Sebastian Dela jako Jarek, syn „Gebelsa”
- Jan Hrynkiewicz jako „Sobol”
- Justyna Karłowska jako Renata
- Michał Karmowski jako „Masa”
- Julia Michalewska jako Sandra
- Aneta Zając jako Matka „Nosa”
- Damian Białas jako „Nos” w wieku 7 lat
- Dawid Czupryński jako Rafał
- Natan Gołębiewski jako „Daro”
- Dominik Gorbaczyński jako „Kurczak”
- Szymon Kukla jako „Wiśnia”
- Michał Kurek jako „Bobruk”
- Leonardo Marques jako „Fedor”
- Andrzej Młynarczyk jako sekretarz
- Przemysław Waszczuk jako Gabriel
- Maksymilian Wesołowski jako Artur
- Michał Zbroja jako Mazurkiewicz
- Leszek Abrahamowicz
- Krzysztof Banaszyk
- Krzysztof Barłomiejczyk
- Szymon Bekier
- Grzegorz Bera
- Eugeniusz Berg
- Stanisław Biczysko
- Mirosław Bieliński
- Tomasz Bieliński
- Tomasz Biernacki
- Jacek Biernat
- Barbara Biziuk-Wilkiewicz

## Wersja serialowa
Równoległe z filmem kinowym powstał liczący pięć odcinków serial rozszerzający niektóre wątki zawarte w kinowej produkcji. Wersja serialowa jest 50 minut dłuższa od kinowej. Serial powstał dla stacji Canal+ i jest tam emitowany od 11 marca 2022 roku. Wszystkie pięć odcinków zostały udostępnione 11 marca 2022 roku w Canal+ online. 